# Vinkovci
Vinkovci jsou město v Chorvatsku. Nacházejí se ve východní části země, v regionu Slavonie. ve východní Slavonii. V roce 2011 zde dle sčítání lidu žilo 35 312 obyvatel, což z Vinkovců činí největší město Vukovarsko-sremské župy. Městem protéká řeka Bosut. Patronem města je Svatý Eliáš (chorvatsky Ilija).

## Poloha a přírodní poměry
Město se nachází nedaleko hranic se Srbskem, mezi řekami Sávou a Dunajem; 19 km jihozápadně od Vukovaru a 43 km jižně od Osijeku. Nadmořská výška města činí 90 m n. m. 
Jak již bylo zmíněno, protéká jim říčka Bosut, jejíž jeden meandr zasahuje do jižní části města a odděluje místní část Lenije od zbytku Vinkovců. Kromě toho jiné větší vodní toky ve Vinkovcích nejsou; další blízká řeka Vuka, která teče severně od města, jej obtéká.

## Historie
Město klade důraz na antické počátky své existence. Během Římské říše se zde nacházelo malé město, které však Římané převzali od předchozích obyvatel. Doloženo bylo zemědělské využívání okolní krajiny. Archeologický průzkum odhalil nádobu starou cca pět tisíc let v podzemí současného města. Objeven byl rovněž i římský sarkofág. Římané osadu nazvali Colonia Aurelia Cibalae. Během vlády císaře Vespasiána je doložena nejstarší výstavba a v době císaře Hadriána získala statut municipia. Narozeni zde byli římští císaři Valentinián I. a Valens. Během čtvrtého století zde žilo mezi pěti až deseti tisíci obyvateli. Město bylo chráněno nejspíše hliněným valem s dřevěnou palisádou. Dalšímu možnému rozvoji římského sídla zamezily jednak vpády Hunů. Velký vpád v roce 375, který odstartoval Stěhování národů, měl pro antické město nedozírné důsledky. Gótóvé město vypálili nejspíše v letech 377 nbo 378. Úpadek ale znamenalo již rozdělení Římské říše na západní a východní část, neboť se Cibalae ocitlo v blízkosti nové hranice. Poté bylo nejspíše obnoveno a až do 5. století zůstávalo sídlem biskupství. V roce 578 jej vyplenili Avaři a po nich do této lokality přišli mimo jiné Slované. 
V období po 11. století se v lokalitě města nacházela osada Svatý Eliáš, dochovaná v maďarských historických záznamech jako Zenthelye, Zenthylye, Zenthylya, v současné chorv. Sveti Ilija. Název vznikl podle kostela, který zde byl svatému Eliášovi zasvěcen. I díky tomu je sv. Eliáš dnes patronem města.
Oblast obsadili Turci v roce 1533. Loupeživé výpady ale do oblasti pořádali již několik let předtím, první takový je zaznamenán roku 1527. První písemná zmínka o městě v dnešní podobě pochází z roku 1615. Jednalo se o postupně se rozvíjející malé město, jehož význam upadl vzhledem k postupu tureckého vojska. Administrativně bylo součástí Sremského sandžaku se sídlem v dnešní Sremské Mitrovici. Turecká nadvláda velmi podstatným způsobem proměnila krajinu okolo Vinkovců. Mimo jiné zde zanikla honosná sídla tehdejších uherských šlechticů.
Po odchodu Turků v roce 1687 (potvrzeném Karlovickým mírem z r. 1699) bylo město zahrnuto do tzv. Vojenské hranice. To znamenalo přítomnost vojenské posádky. Z rozhodnutí Marie Terezie získaly statut tzv. Vojenské komunity (chorvatsky Vojni komunitet). Zbudovány byly četné barokní budovy. Obec byla dosídlena kolonisty z různých oblastí, sem ale nejvíce přicházelo obyvatelstvo chorvatské národnosti. Pozůstatky původního středověkého kláštera byly srovnány se zemí a na jejich místě vyrostlo nové vojenské cvičiště, realizované za vlády Marie Terezie.
V roce 1799 zde bylo založeno gymnázium, jedno z mála, které se v této době v dané oblasti nacházelo v rámci území Vojenské hranice Habsburské monarchie. Dislokovány zde byly regimenty ze Slavonského Brodu a Gradišky.
V 19. století rozvoj města zrychlila výstavba železnice a vznik místního nádraží. Vybudování dalších železničních tratí z Vinkovců do celé tehdejší východní Slavonie učinilo z města významný dopravní uzel. Regulován byl také tok řeky Bosutu (v roce 1840). 
Okolo roku 1900 žilo ve Vinkovcích 8500 obyvatel.
V roce 1918 se město stalo součástí Státu Slovinců, Chorvatů a Srbů, později Království Srbů, Chorvatů a Slovinců (tedy Jugoslávie). Od roku 1929 byly Vinkovci administrativně součástí Drinské bánoviny, stejně jako východní část Bosny a západní část Srbska. Vzhledem k vlně nevole, kterou tato změna vyvolala, byly v roce 1931 připojeny s částí východního Chorvatska pod Sávskou bánovinu.
V závěru druhé světové války byly Vinkovci těžce bombardovány spojeneckým letectvem. Dne 13. dubna 1945 bylo město osvobozeno jednotkami partyzánského vojska a Rudé armády po prolomení tzv. Sremské fronty. Toto datum bylo po válce dlouhodobě slaveno jako tzv. Den města (srbochorvatsky Dan grada).
V období po roce 1945 došlo k modernizaci a industrializaci města. Vinkovci byly jasnou volbou, neboť jako železniční uzel vyhovovaly potřebám např. potravinářského průmyslu z hlediska distribuce. A realizovány byly i další průmyslová odvětví. Ani Vinkovcům se nevyhnula výstavba obytných čtvrtí panelových domů. Realizovány byly hlavně v severní části města a v blízkosti železniční stanice. V roce 1950 bylo také přebudováno koryto řeky Bosut. 
Během chorvatské války za nezávislost se Vinkovci nacházely v bezprostřední blízkosti frontové linie. Ačkoliv válka město značně ovlivnila, samotné boje se sem nepřenesly s výjimkou východní části města, která byla ostřelována. Přestože se k srbské národnosti hlásila v roce cca 1/6 obyvatel općiny Vinkovci (značně větší, než je tomu dnes), nevypuklo zde povstání a město se nestalo součástí RSK. Během války byly nicméně zničeny některé okolní obce. Vzhledem ke strategické poloze města jako železničního uzlu zde byly dislokovány jednotky americké armády během závěru války v Bosně a Hercegoviny. Ve městě se nacházelo sídlo Vukovarsko-sremské župy do okamžiku reintegrace oblasti Podunají. Poté bylo sídlo administrativní jednotky přesunuto do Vukovaru.

## Hospodářství
Díky úrodné rovinaté krajině, kde se dobře daří zemědělství, se zde rozvinul ve potravinářský průmysl, velmi rozšířený je chov dobytka. Zpracovává se také dřevo a kůže (místní podnik Spačva vyráběl již za Jugoslávie parkety, dveře apod.), vyrábí se stavební materiály – místní továrna má ve výrobách dlaždic a cihel téměř stoletou tradici.
Místní pivo nese jméno Valens podle římského císaře.

## Doprava

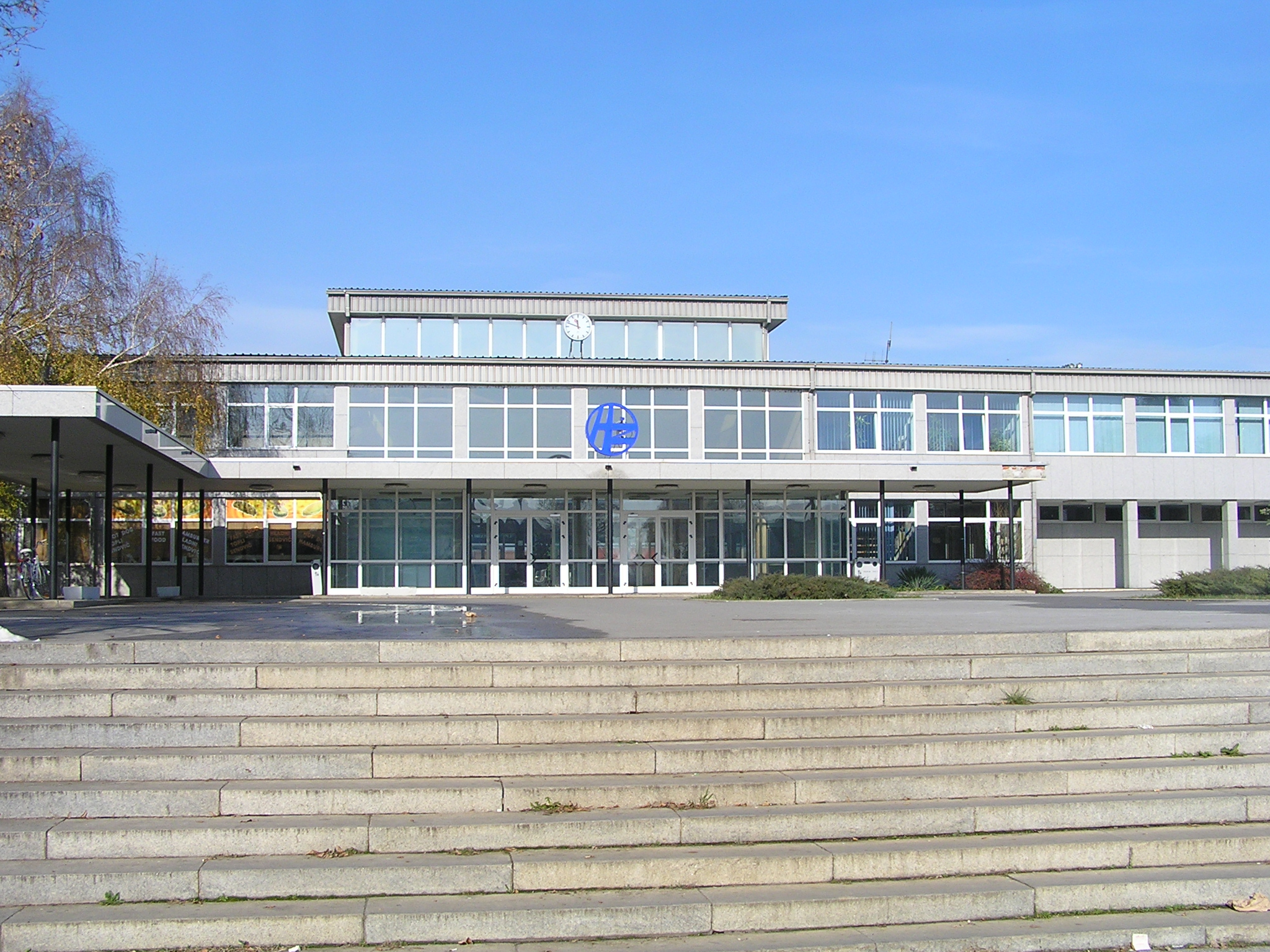
Nádraží Vinkovci

Město leží na důležité mezinárodní železniční trati Záhřeb – Bělehrad, větví se odsud i tratě vedoucí do Maďarska a Bosny a Hercegoviny (Železniční trať Vinkovci–Gunja). Díky tomu jsou Vinkovci železničním uzlem východního Chorvatska. Svého času byly také nazývány město železničářů.
Městem prochází celá řada regionálních silnic, které jej spojují s městy Đakovo, Osijek, Vukovar, Otok a Županja, kde se také nachází nejbližší dálnice č. A3. Z jižní strany vede silniční obchvat. tzv. Južna obilaznica, který zabraňuje vnikání tranzitní dopravy do středu města. 

## Kultura

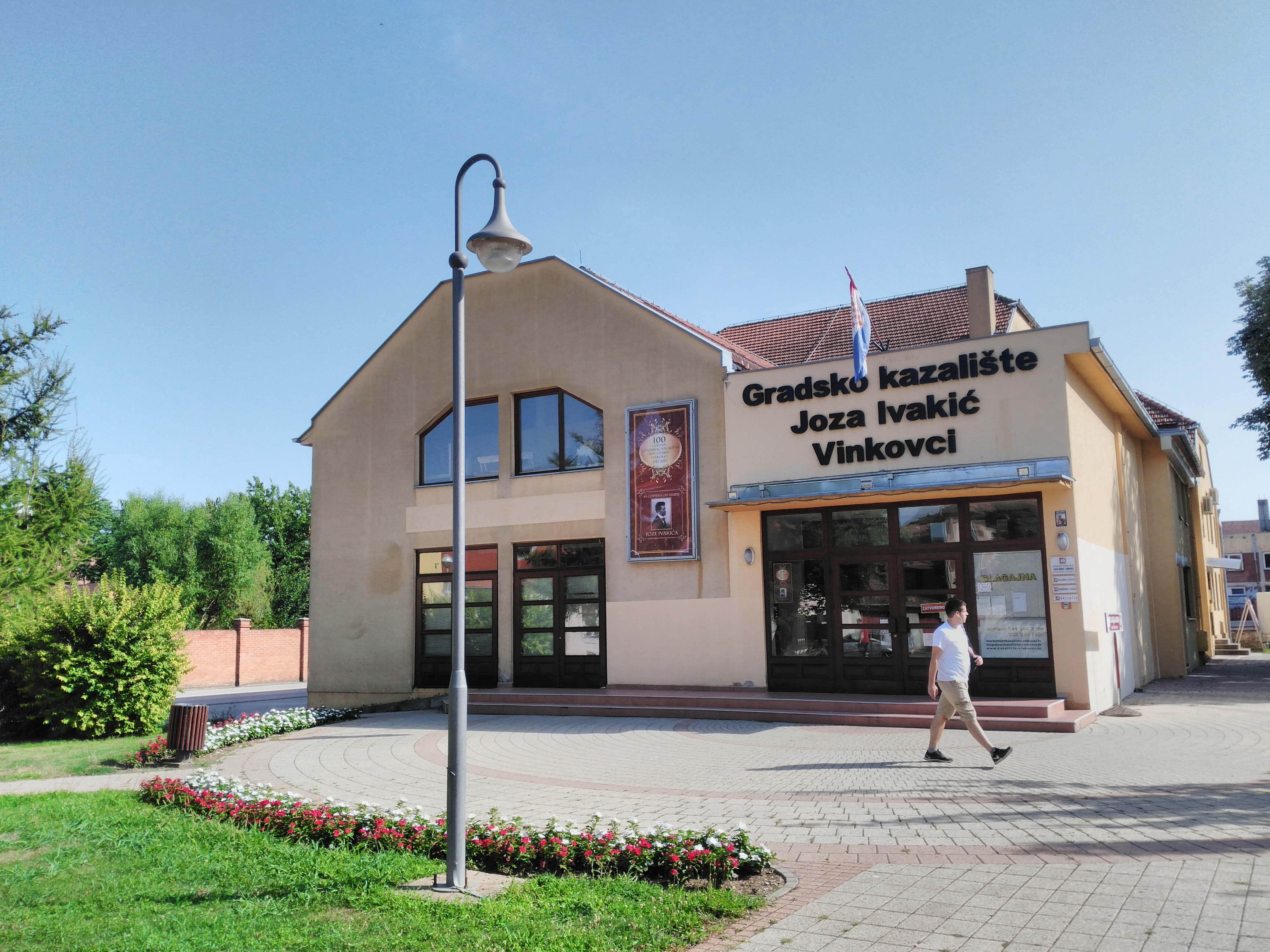
Budova divadla.

Vinkovci mají svojí městskou knihovnu a čítárnu a městské divadlo, jehož tradice byla zahájena ještě za existence Rakousko-Uherska. Sídlí zde také Městské muzeum, které je umístěno v barokní historické budově. Kromě toho zde působí rovněž i Železniční muzeum. V roce 2023 zde byla otevřena nová knihovna, nejmodernější na území Chorvatska.
Hlavní kostel, který se nachází na centrálním náměstí, je zasvěcen sv. Eusebiovi a Polionovi. Jedná se o křesťanské mučedníky, kteří zde zemřeli v období pozdní antiky.
Ve Vinkovcích byly založeny historicky čtyři samostatné kulturně-umělecké společnosti (chorvatsky Kulturno-umjetničko društvo). Ty se věnují udržování lidových tradic, tanců apod.
Odkaz na starověkou tradici města zdůrazňují Vinkovci pořádáním tzv. Antických filmových večerů (chorvatsky Antičke filmske večeri). Konají se také i Římské dny, během nichž je popularizován život římského města. Tradici okolního venkova připomíná každoroční festival Vinkovačke jeseni (Vinkovacký podzim).
Ve městě také vznikla v Chorvatsku známá hudební skupina Colonia. Vedle Karmy, Dj Krmaka, Severiny a E.T. se jednalo o populární formaci první dekády 21. století v Chorvatsku.
Město je zmíněno v románu Vražda v Orient expresu jako místo, u něhož dojde k poruše vlaku.

## Školství
Ve Vinkovcích se nachází 7 základních škol a 8 škol středních. Umístěny jsou zde rovněž i tři fakulty Univerzity v Osijeku.
V roce 1948 zde byla založena základní hudební škola.

## Sport
Ve Vinkovcích působí místní fotbalový tým HNK Cibalia, který do roku 1991 nesl název Dinamo Vinkovci.

## Bezpečnost
Jižně od středu města se nachází kasárny chorvatské armády, 5. brigády s názvem Slavonski sokolovi.

## Osobnosti
- Josip Šokčević, vojevůdce v rakouské císařské armádě, dnes je po něm pojmenováno hlavní náměstí ve Vinkovcích.
- Josip Runjanin, místní rodák, který zhudebnil chorvatskou hymnu do současné podoby.[4]
- Andrej Kerić, fotbalista, nejlepší střelec 1. české fotbalové ligy v sezóně 2008/09
- Ivan Kozarac, chorvatský spisovatel
- Josip Kozarac, chorvatský spisovatel
- Slavko Kopač, chorvatský malíř.
- Sava Šumanović, srbský malíř
- Tomislav Peternek, srbský fotograf